# Henrik Henriksson
Henrik Henriksson (i riksdagen kallad Henriksson i Laholm), född 17 november 1845 i Laholms landsförsamling, Hallands län, död 15 januari 1922 i Laholm, var en svensk företagare och politiker.
Henriksson var handlare i Laholm mellan 1873 och 1886 då han blev ordförande och verkställande direktör för Laholms Sparbank, en post han innehade fram till sin död. Han hade även en plats i centralstyrelsen för Hallands enskilda bank 1899–1905. Förutom direktörsposter i Laholms tegelbruk och Laholms spritbolag var Henriksson även aktiv kommunal- och landstingsman samt ledamot av Riksdagens andra kammare år 1896.